# Yushan (Shangrao)
Yushan (en chino, 玉山县; pinyin, Yùshān xiàn; literalmente, ‘montaña Jade’) es un condado bajo la administración directa de la Prefectura Shangrao en la provincia de Jiangxi, República Popular China. Su área es 1732 km² y su población total para 2010 superó los 500 mil habitantes.

## Administración
El Condado Yushan se divide en 18 pueblos que se administran en 2 subdistritos 10 poblados y 6 villas.